# Amtsgericht Beilngries
Das Amtsgericht Beilngries war ein von 1879 bis 1973 bestehendes bayerisches Gericht der ordentlichen Gerichtsbarkeit mit Sitz in der Stadt Beilngries.

## Geschichte
Im Jahre 1806 wurde im Verlauf der Verwaltungsneugliederung Bayerns das Landgericht Beilngries errichtet. Dieses kam zu dem 1808 gegründeten Altmühlkreis. Mit dessen Auflösung im Jahre 1810 wurde es dem Oberdonaukreis zugewiesen, 1817 dem Regenkreis und 1838 Mittelfranken.
Anlässlich der Einführung des Gerichtsverfassungsgesetzes am 1. Oktober 1879 kam es zur Errichtung eines Amtsgerichts in Beilngries, dessen Sprengel aus dem Bezirk des gleichzeitig aufgehobenen Landgerichts Beilngries gebildet wurde. Es bestand somit aus den Gemeinden Altmannsberg, Amtmannsdorf, Aschbuch, Bachhausen, Beilngries, Berching, Biberbach, Burggriesbach, Eglofsdorf, Erasbach, Ernersdorf, Forchheim, Fribertshofen, Grampersdorf, Großalfalterbach, Großberghausen, Hermannsberg, Hirschberg, Höfen, Holnstein, Ittelhofen, Kevenhüll, Kottingwörth, Lauterbach, Litterzhofen, Oberndorf, Oening, Ottmaring, Paulushofen, Plankstetten, Pollanten, Raitenbuch, Rudertshofen, Schnufenhofen, Sollngriesbach, Staufersbuch, Stierbaum, Sulzkirchen, Thann, Töging, Vogelthal, Wallnsdorf, Waltersberg, Wattenberg, Weidenwang, Wiesenhofen, Winterzhofen und Wissing.
Am 1. April 1926 wurden die Gemeinden Schnufenhofen und Wissing dem Amtsgericht Parsberg  und am 1. Januar 1927 die Gemeinde Großalfalterbach dem Amtsgericht Neumarkt in der Oberpfalz zugeteilt.
Mit Wirkung vom 1. Oktober 1944 trat das Amtsgericht Beilngries, welches bis dahin zum Landgerichtsbezirk Eichstätt gehört hatte, in den Landgerichtsbezirk Nürnberg-Fürth über.
Mit Inkrafttreten des Gesetzes über die Organisation der ordentlichen Gerichte im Freistaat Bayern (GerOrgG) am 1. Juli 1973 wurde das Amtsgericht Beilngries aufgehoben und dessen Bezirk wie folgt aufgeteilt:
- Die infolge der Gebietsreform dem Landkreis Eichstätt zugewiesenen Gemeinden Amtmannsdorf, Aschbuch, Beilngries, Biberbach, Eglofsdorf, Grampersdorf, Hirschberg, Kevenhüll, Kottingwörth, Litterzhofen, Oberndorf, Paulushofen und Wiesenhofen kamen zum Amtsgericht Ingolstadt,
- während die restlichen Gemeinden, da nun zum Landkreis Neumarkt in der Oberpfalz gehörend, dem Amtsgericht Neumarkt in der Oberpfalz zugewiesen wurden.

## Trivia
Das Gebäude wird zurzeit als Volkshochschule genutzt.